# جغرافیای استان لرستان
جغرافیای استان لرستان به دلیل قرار گرفتن این استان در رشته کوه‌های زاگرس جغرافیایی کوهستانی و چهارفصل است. استان لرستان یکی از استان‌های کوهستانی غرب ایران است. بیشتر مناطق این استان را کوه‌های زاگرس پوشانده‌است. آب و هوای این استان متنوع است و تنوع آب و هوا در آن از شمال شرق به جنوب غرب کاملاً مشهود است. استان لرستان سومین استان پر آب ایران است و ۱۲ درصد آب‌های کشور ایران را در اختیار دارد.

## موقعیت
استان لرستان از شمال با استان‌های همدان و مرکزی، از شرق با استان اصفهان، از جنوب با استان خوزستان، از شمال غرب با استان کرمانشاه و از جنوب غرب با ایلام همسایه‌است. همچنین این استان از طریق باریکه‌ای در سمت جنوب شرقی دارای مرز بسیار کمی با استان چهارمحال و بختیاری است.

## آب و هوا
لرستان به لحاظ اقلیم و هواشناسی یک استان چهار فصل است و دارای آب وهوای متنوعی است، این تنوع از شمال به جنوب و از شرق به غرب کاملاً محسوس است. در زمستان هنگامی که در شمال لرستان برف و کولاک ادامه دارد، در قسمت‌های جنوبی استان هوایی مطبوع و بارانی وجود دارد. اختلاف ثبت شده در شهرهای استان لرستان بین حداکثر و حداقل مطلق دما بیش از ۸۰ درجه سانتیگراد است. حداکثر دمای ثبت شده ۴۷/۴ و حداقل دمای مطلق ثبت شده ۳۶- است.
استان لرستان با بارش میانگین سالانه ۵۵۰  میلی‌متر بعد از استانهای گیلان و مازندران سومین استان از نظر بارندگی در کشور است.
به‌طور کلی در استان لرستان سه ناحیۀ مشخص آب و هوایی دیده می‌شود:

### سرد کوهستانی
این ناحیه زمستان‌های پر برف و بسیار سرد و تابستان‌های معتدل دارد. این ناحیه در قسمت‌های شمال، شمال غربی و شرق لرستان قرار دارد. تعداد روزهای یخ‌‌بندان در برخی از نقاط این ناحیه به بیش از ۷۰ روز می‌رسد. در این ناحیه با ریزش اولین برف زمستان طولانی شروع می‌شود و فصل بهار و پاییز در این ناحیه کوتاه است. مناطق بروجرد، دورود، ازنا، الیگودرز، نورآباد و الشتر که بیش از ۱۵۰۰ متر ارتفاع دارند دارای این نوع آب وهوا هستند.

### معتدل مرکزی
این ناحیه حد میانی ناحیۀ کوهستانی شمال، شمال شرق و ناحیۀ پست جنوبی استان است. به علت ارتفاع کمتر، ریزش‌های جوی زمستانی و بهارهٔ آن به صورت باران بوده و به ندرت یخبندان روی می‌دهد. بهار در این ناحیه از اوایل اسفند شروع شده و در اردیبهشت ماه به علت افزایش گرما، تابستان زودتر شروع می‌شود. خرم‌آباد و اطراف آن دارای این نوع آب و هوا می‌باشد.

### گرم جنوبی
این ناحیۀ استان که حداقل ارتفاع را داراست و به علت تأثیر بادهای گرم خوزستان و کم بودن عرض جغرافیایی و نبودن ارتفاعات بلند حداکثر دما را در تابستان دارا می‌باشد. مقدار باران در این ناحیه به حداقل خود می‌رسد. پلدختر و بخش پاپی دارای این نوع آب وهوا است که فصل برداشت محصولات کشاورزی آن چند ماه زودتر از سایر نواحی استان شروع می‌شود.

### پدیده‌های آب و هوایی
لرستان به دلیل مجاورت با خوزستان هرساله دچار مشکل گرد و غبار شدید می‌شود و آلودگی هوای آن گاه به ۱۰ برابر حد استاندارد می‌رسد. علت وجود گرد و غبار در آسمان استان لرستان، بیابان‌زدایی مناطق شرق مدیترانه، صحرای عربستان و ۲۰ درصد آن نیز ناشی از مناطق خشک خوزستان است.

### بلندی‌ها

قالی کوه 4028 م الیگودرز

استان لرستان سرزمینی کوهستانی است و به غیر از دشت‌های سیلاخور، چالانچولان، کوهدشت، الشتر، دلفان و خرم‌آباد و چندین دشت کوچک دیگر، بیشتر مناطق استان را کوه‌های فشرده و دره‌های تنگ از سلسله کوه‌های زاگرس فراگرفته‌اند. الیگودرز باارتفاع ۲۱۰۰ متر از سطح دریا یکی از مرتفع‌ترین شهرستان‌های ایران می‌باشد. بلندترین قله‌های لرستان که به صورت نواری در گوشه شمال غربی تا شرق استان کشیده شده‌اند، به ترتیب موقعیت شامل کوه‌های زیر هستند:
- چهل نابالغان
- گرین
- کوه میش پرور
- کوه رباط
- کوه سر سبز
- اشترانکوه
- کازینستان
- قالی کوه
- کوه تمندر

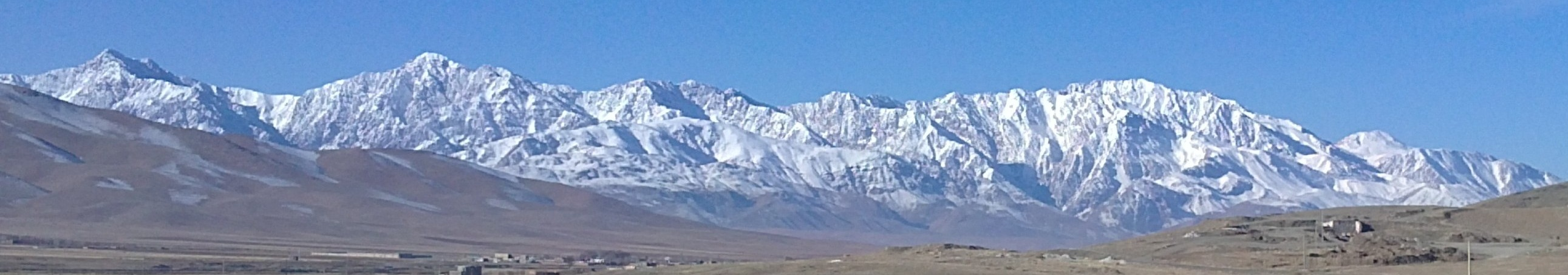
نمای اشترانکوه بلندترین نقطه لرستان

برخی از بلندی‌های مهم لرستان عبارت‌اند از:
| کوه‌های استان لرستان |          |                                       |
| نام                 | بلندی    | مکان حدودی                            |
| اشترانکوه           | ۴۱۵۰ متر | [[]] دورود                            |
| قالی کوه            | ۴۰۸۲ متر | جنوب الیگودرز                         |
| کوه تمندر           | ۳۹۰۰ متر | شرق بخش مرکزی الیگودرز                |
| کوه کازینستان       | ۳۸۵۰ متر | جنوب الیگودرز                         |
| کوه گرین            | ۳۶۲۳ متر | غرب بروجرد، شمال نورآباد و شمال الشتر |
| چهل نابالغان        | ۳۶۰۰ متر | شرق نورآباد و جنوب نهاوند             |
| کوه رباط            | ۳۶۰۰ متر | غرب بخش زز و ماهرو الیگودرز           |
| کوه سرسبز           | ۳۵۹۶ متر | شمال بخش زز و ماهرو الیگودرز          |
| کوه میش پرور        | ۳۵۰۰ متر | جنوب غربی بروجرد                      |
| کوه دیگوله          | ۳۴۶۳ متر | شرق الیگودرز                          |
| کوه ویلو            | ۳۲۸۵ متر | شرق الیگودرز                          |
| کوه قبله فرسش       | ۳۲۶۲ متر | شرق الیگودرز                          |
| کوه کمر بسته        | ۳۲۵۰ متر | شرق الیگودرز                          |
| کوه رنگ رزی         | ۳۲۱۰ متر | جنوب الیگودرز                         |
| کوه هنجیس           | ۳۲۰۰ متر | شمال کوهدشت و جنوب نورآباد            |
| کوه نیر             | ۳۱۹۱ متر | بخش زز و ماهرو، الیگودرز              |
| کوه قلعه خلیله      | ۳۱۵۵ متر | شرق الیگودرز                          |
| کوه ویلک            | ۳۰۹۵ متر | شرق الیگودرز                          |
| اسپی کوه            | ۳۰۶۰ متر | غرب خرم‌آباد                           |
| کوه پریز            | ۳۰۷۰ متر | جنوب دورود                            |
| هشتاد پهلو          | ۲۹۹۷ متر | جنوب خرم‌آباد                          |
| کوه رال             | ۲۹۹۵ متر | شمال بخش زز و ماهرو، الیگودرز         |
| کوه میز اب          | ۲۹۵۲ متر | بخش مرکزی الیگودرز                    |
| کوه باباهر          | ۲۹۵۰ متر | جنوب دورود                            |
| کوه رنگینه          | ۲۹۳۰ متر | جنوب دورود                            |
| شاه‌نشین             | ۲۹۰۰ متر | جنوب بروجرد، چالانچولان               |
| کوه یافته           | ۲۸۵۰ متر | جنوب غرب خرم‌آباد                      |
| کوه سیاتیر          | ۲۸۲۷ متر | شمال الیگودرز                         |
| سفید کوه ازنا       | ۲۷۱۹ متر | ازنا                                  |
| کوه علی بلاغی       | ۲۶۵۰ متر | شمال الیگودرز                         |
| کوه قلعه عبدالرضا   | ۲۵۱۸ متر | شرق الیگودرز                          |
| کوه مندیش           | ۲۴۰۰ متر | شمال الیگودرز                         |
| منگنی               | ۲۴۰۰ متر | جنوب دلفان و شمال کوهدشت              |
| تاف                 | ۲۳۴۶ متر | جنوب شرقی خرم‌آباد                     |
| مخمل‌کوه             | ۱۹۶۶ متر | شرق خرم‌آباد                           |
| کبیرکوه             | ۱۷۶۰ متر | جنوب پلدختر                           |
| گّور                 | 1865 متر | جنوب طرهان                            |
| چوک بلوران          | 1905 متر | جنوب بلوران                           |

## آبشارها
لرستان به دلیل قرار گرفتن در مناطق کوهستانی و همچنین به دلیل برخوردار بودن از منابع آب بسیار و چشمه‌های فراوان موقعیت بسیار خوبی برای به وجود آمدن آبشارهای طبیعی است. در لرستان حدود ۵۰ آبشار بزرگ و کوچک  مختلف وجود دارد که هر ساله در فصل‌های مختلف علاقه‌مندان بسیاری را به خود جذب می‌کنند.
آبشارهای شهرستان الیگودرز
- آبشار آب سفید
- آبشار تیندر
- آبشار لوچ
- آبشارهای دورک
- آبشار وارگ
- آبشار چونگ شنه

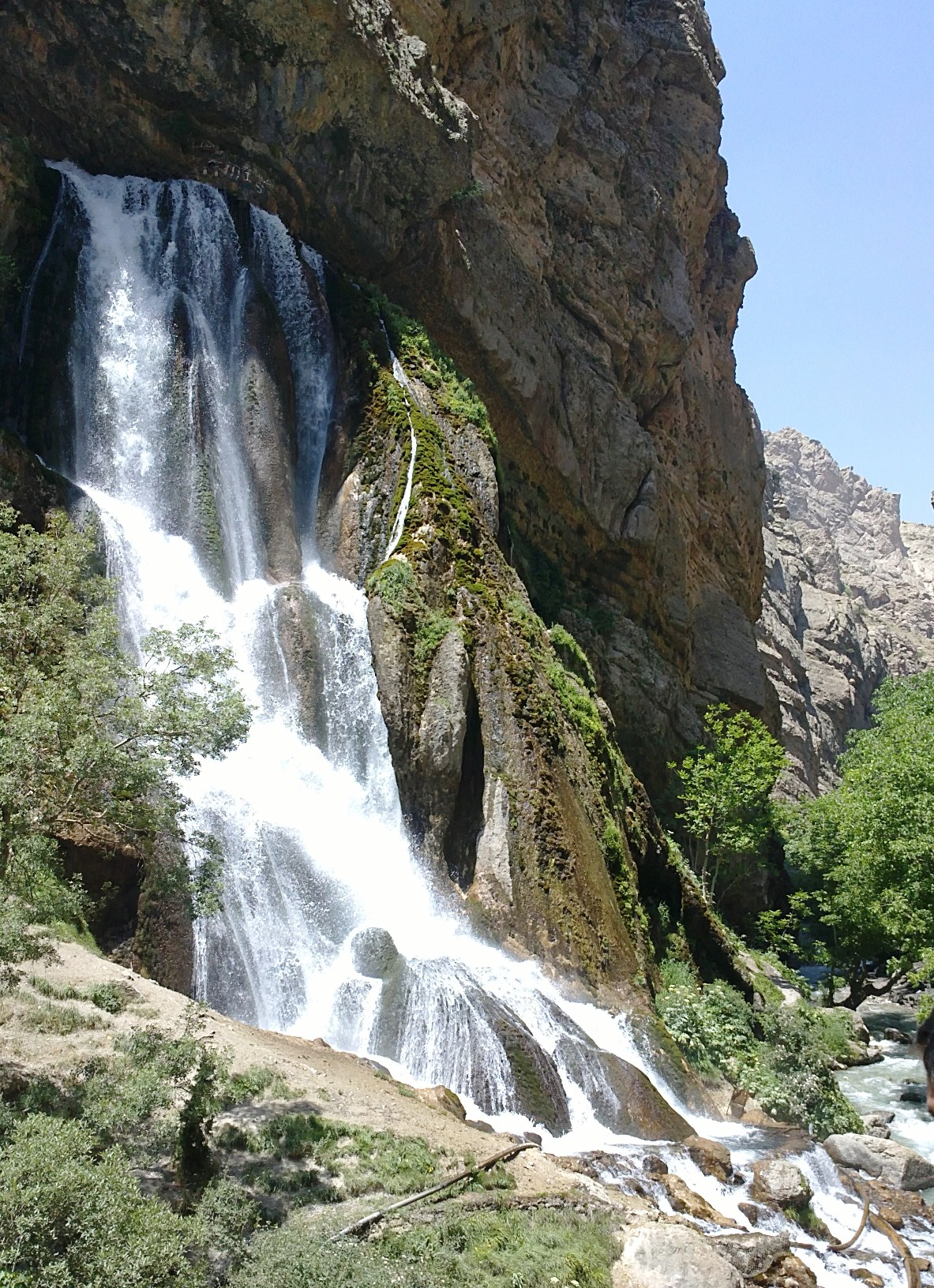
آبشار آب سفید

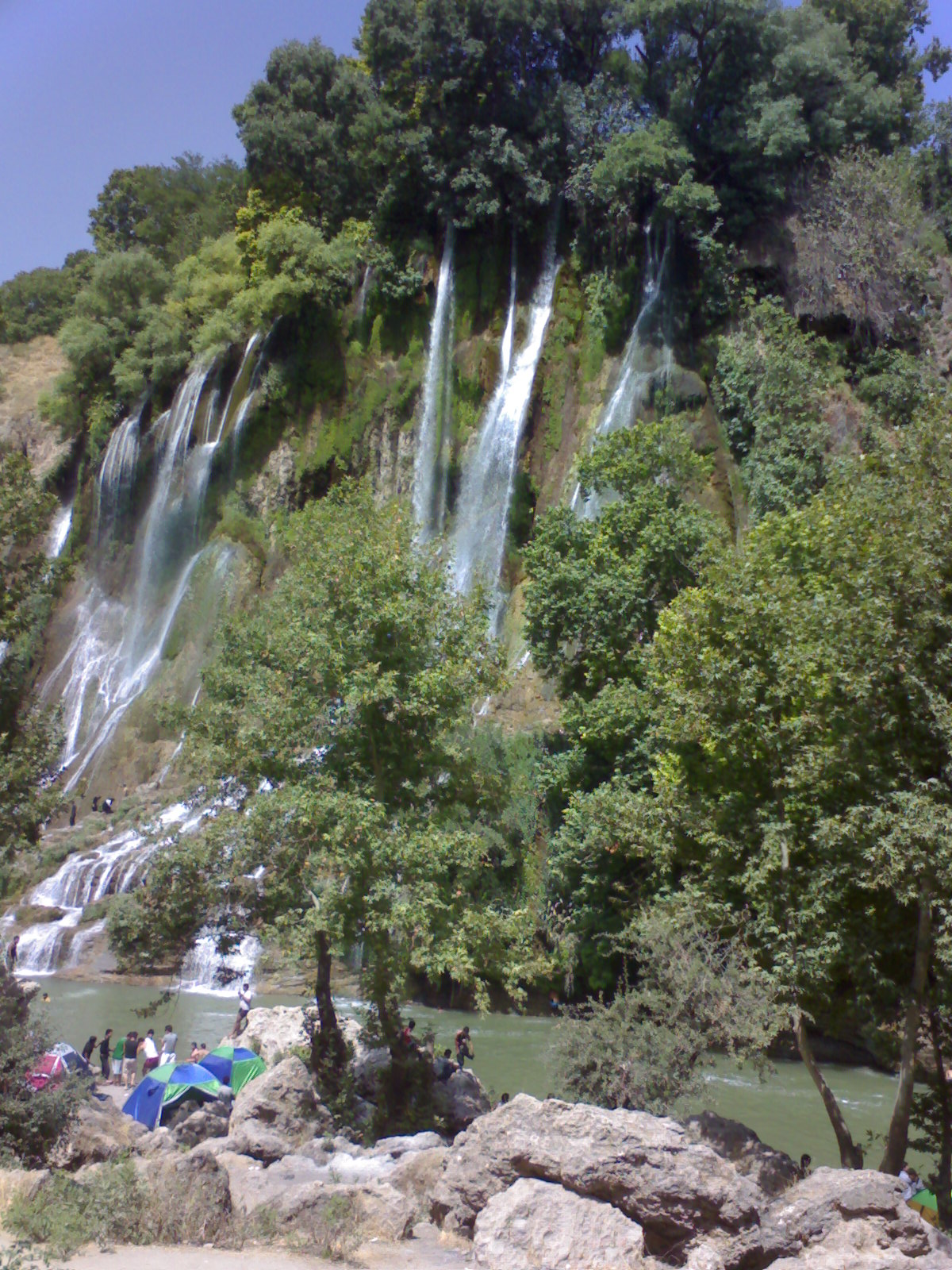
آبشار بیشه

- آبشار تاف ..(بلندترین آبشار ایران)
- آبشار دره ماهی
- آبشار مبارک آباد

آبشارهای شهرستان پلدختر
- آبشار افرینه

آبشارهای شهرستان خرم‌آباد
- آبشار نوژیان
- آبشار گریت
- آبشار وارک
- آبشار بیشه
- آبشار مخمل کوه

آبشارهای شهرستان دلفان
- آبشارغسلگه
- آبشار سویله

آبشارهای شهرستان دورود
- آبشار ازنادر
- آبشار آب گرم
- آبشار تنگ عزیز آباد
- آبشار هشوید
- آبشار چکان

## رودخانه‌ها
| رودهای استان لرستان |                                 |                      |                                        |
| نام                 | سرچشمه                          | پایان                | توضیح                                  |
| سیمره               | سرآب گاماسیاب در کوه گرین       | کرخه، هورالعظیم عراق | رود سیمره در خوزستان کرخه نامیده می‌شود |
| کشکان               | رود خانهٔ کاکارضا و گلال خرم‌آباد | سیمره                |                                        |
| سزار                | اشترانکوه و کوه گرین            | دز                   |                                        |
| کهمان               | کوه گرین                        | کشکان                |                                        |
| زال                 | کوههای جنوب غربی پلدختر         | سیمره                |                                        |
| رودبار              | قالی کوه                        | دز                   |                                        |
| رود بختیاری         | قالی کوه                        | دز                   |                                        |
| تیره                | ؟                               | دز                   |                                        |
| ماربره              | اشترانکوه                       | دز                   |                                        |
| دره دایی            | اشترانکوه                       | کاکلستان             |                                        |

## چشمه‌ها و سرآب‌ها
| - شهرستان ازنا - چشمه قل قل - شهرستان الیگودرز - سرآب غار تمندر - سرآب گردکانک - سرآب ماهی‌چال - سرآب خرسیان - سرآب گایکان - سرآب سردره - سرآب رودآب - سرآب کیگوران - سرآب دورک - سرآب شاه‌تخت | - شهرستان بروجرد - سرآب جانیزه - سرآب زِرشکه - سرآب سفید - سرآب زارِم - سرآب کرتول - چشمه وِنایی - چشمه دره‌خونی - چشمه هفت تپه - چشمه اِسِل | - شهرستان خرم آباد - سرآب کیو - چشمه‌های آب ارم - گرداب دارایی - آب اراز - سرآب شَوا - سرآب یاس - سرآب چنگایی - سرآب تلخ - گردآب سنگی | - شهرستان دلفان - سرآب غسلگه - سرآب پیردوسی - سرآب دولیسکان - سرآب وناییی - سرآب سنگر - سرآب قمش - سرآب تاج‌امیر - شهرستان دورود - سرآب دورود - چشمه راکن - چشمه اسرار آمیز وقت و ساعت | - شهرستان سلسله - سرآب کهمان - سرآب هنام - سرآب زز - چشمه کیان - شهرستان کوهدشت - آب‌گرم گرخوشاب - چشمه‌های گوگردی گراب - چشمه‌های پای آستان - چشمه سفید سرطرهان - چشمه خمینی سرطرهان - چشمه‌های بلوران - کنی میرزا - چشمه‌های گاچال گور کوه - چشمه هفت کنی جنوب کوهدشت - چشمه داود رشید |

## دریاچه‌ها و آبگیرها

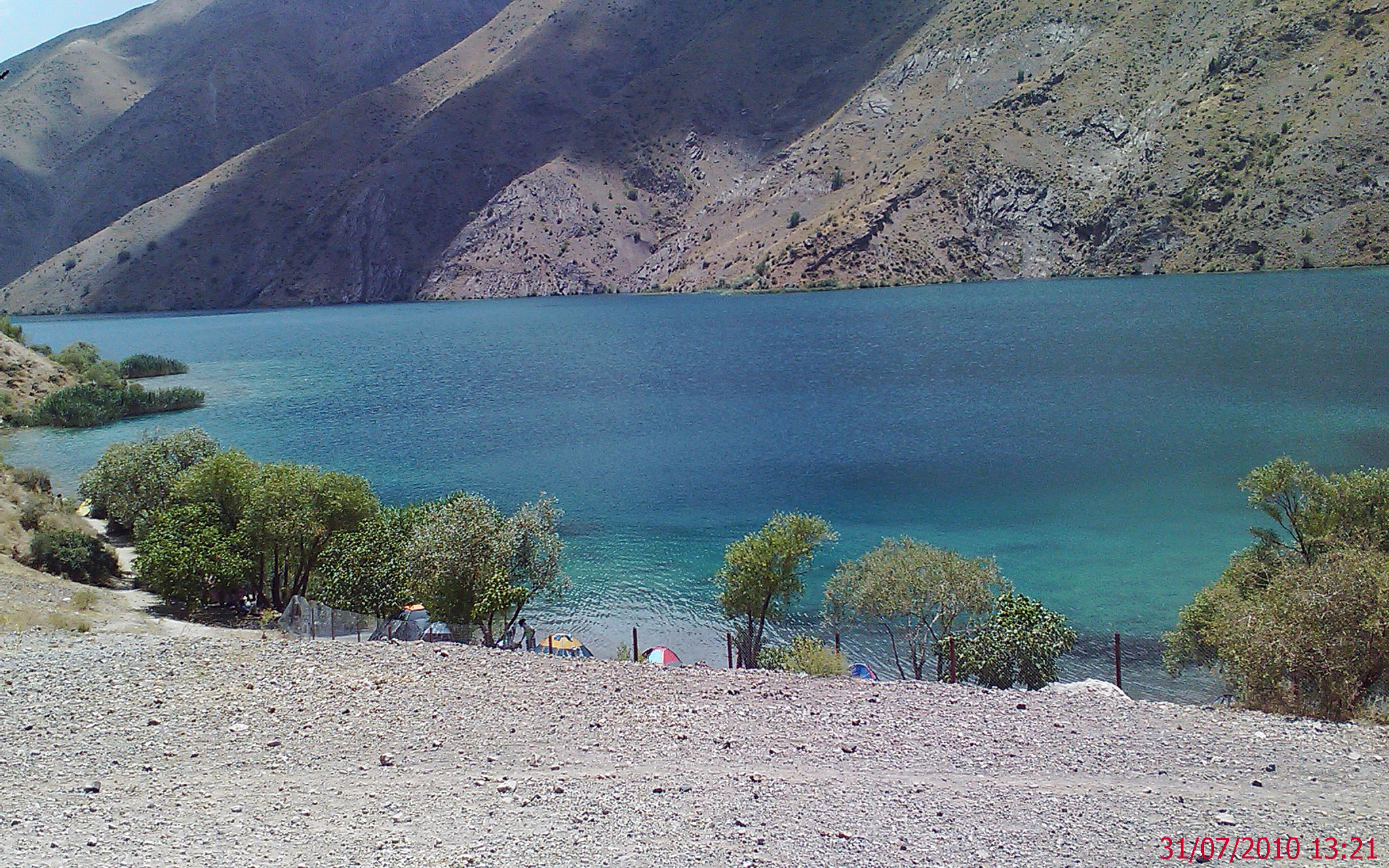
دریاچه گهر

دریاچه سد خان آبادالیگودرز

| شهرستان الیگودرز - - دریاچه سد خان‌آباد - شهرستان بروجرد - تالاب بیشه دالان - دریاچه تپه چغا - دریاچه بوستان فدک | - شهرستان پلدختر - مجموعه تالاب‌های پلدختر - تالاب گری بلمک - شهرستان خرم‌آباد - دریاچه کیو - دریاچه گهر کوه‌کلا - شهرستان دورود - دریاچه گهر - تالاب ازگن |